# Viayan
Viayan, jedna od lokalnih skupina Coahuiltecan Indijanaca koja se uz Piguique, spominje u izvorima iz 18. stoljeća, kao ogranci Pamaque Indijanaca. Njihovo obitavalište, smatra se, da je bilo između rijeka San Antonio i Nueces na obali Teksasa. 

## Vanjske poveznice
- Viayan Indians